# Kostel svatého Šebestiána a Rocha (Archlebov)
Kostel svatého Šebestiána a Rocha je římskokatolický chrám v Archlebově v okrese Hodonín. Je chráněn jako kulturní památka České republiky.

## Historie
Kostel byl vystavěn v letech 1729 až 1731 na místě dřívějšího chrámu, z něhož byla ponechána raně barokní věž. Vnitřní úpravy byly provedeny v následujících patnácti letech. Roku 1836 byla přistavěna sakristie.  Dvoumanuálové varhany se 13 rejstříky byly do kostela převezeny v roce 1964 ze zaniklého kostela svaté Anny v Habartově u Sokolova. Postavil je v roce 1896 Heinrich Schiffner.

## Popis
Jedná se o jednolodní, půlkruhově zakončený sálový kostel, k němuž přiléhá hranolová věž. Hladké fasády sálu jsou prolomeny okny s půlkruhovým záklenkem. 
Jde o farní kostel farnosti Archlebov.